# 남태우 (1992년)
남태우(1992년 9월 5일 ~ )는 대한민국의 배우이다.

## 학력
- 수원대학교 연극영화과

## 출연작

### 영화
- 《우리 손자 베스트》 (2016년) - 교환후배 역
- 《내안의 그놈》 (2019년) - 판수조직원 6 역

### 드라마
- 《파도야 파도야》 (KBS2, 2018년) - 박용칠 역
- 《신입사관 구해령》 (MBC, 2019년) - 손길승 역
- 《신병 시즌 2》 (ENA, 2023년) - 최일구 역
- 《굿파트너》 (SBS, 2024년) - 김준희 역
- 《가석방심사관 이한신》 (tvN, 2024년) - 황지순 역
- 《서초동》 (tvN, 2025년) - 남태우 역